# Tysk-österrikiska backhopparveckan 1963/1964
Under tysk-österrikiska backhopparveckan 1963/1964 hoppade man i Oberstdorf den 29 december, i Partenkirchen den 1 januari och i Innsbruck den 3 januari. Deltävlingen i Bischofshofen genomfördes slutligen den 6 januari.

## Oberstdorf
- Datum: 29 december 1963
- Land:  Västtyskland
- Backe: Schattenbergschanze

| Placering | Hoppare             | Land          | Poäng |
| --------- | ------------------- | ------------- | ----- |
| 01        | Torgeir Brandtzæg   | Norge         | 220,7 |
| 02        | Antero Immonen      | Finland       | 216,5 |
| 03        | Pjotr Kovalenko     | Sovjetunionen | 213,2 |
| 04        | Max Bolkart         | Västtyskland  | 211,4 |
| 05        | Hans Olav Sørensen  | Norge         | 209,0 |
| 06        | Józef Przybyła      | Polen         | 208,8 |
| 07        | John Balfanz        | USA           | 208,6 |
| 08        | Aleksander Ivanikov | Sovjetunionen | 208,3 |
| 09        | Koba Zakadse        | Sovjetunionen | 207,2 |
| 010       | Georg Thoma         | Västtyskland  | 206,7 |

## Partenkirchen
- Datum: 1 januari 1964
- Land:  Västtyskland
- Backe: Große Olympiaschanze

| Placering | Hoppare             | Land          | Poäng |
| --------- | ------------------- | ------------- | ----- |
| 01        | Veikko Kankkonen    | Finland       | 225,7 |
| 02        | Niilo Halonen       | Finland       | 218,9 |
| 03        | Józef Przybyła      | Polen         | 216,6 |
| 04        | Ensio Hyytiä        | Finland       | 213,3 |
| 05        | Gene Kotlarek       | USA           | 210,7 |
| 06        | Kurt Elimä          | Sverige       | 209,8 |
| 07        | Pjotr Kovalenko     | Sovjetunionen | 207,0 |
| 08        | Antero Immonen      | Finland       | 206,7 |
| 09        | Torbjørn Yggeseth   | Norge         | 205,2 |
| 010       | Aleksander Ivanikov | Sovjetunionen | 203,1 |

## Innsbruck
- Datum: 3 januari 1964
- Land:  Österrike
- Backe: Bergiselschanze

| Placering | Hoppare             | Land          | Poäng |
| --------- | ------------------- | ------------- | ----- |
| 01        | Veikko Kankkonen    | Finland       | 228,5 |
| 02        | Aleksander Ivanikov | Sovjetunionen | 222,0 |
| 03        | Józef Przybyła      | Polen         | 221,7 |
| 04        | Niilo Halonen       | Finland       | 220,5 |
| 05        | John Balfanz        | USA           | 217,8 |
| 06        | Baldur Preiml       | Österrike     | 215,5 |
| 07        | Helmut Recknagel    | Östtyskland   | 213,0 |
| 08        | Antero Immonen      | Finland       | 212,6 |
| 09        | Nikolaj Sjamov      | Sovjetunionen | 212,1 |
| 010       | Hans Olav Sørensen  | Norge         | 210,5 |

## Bischofshofen
- Datum: 6 januari 1964
- Land:  Österrike
- Backe: Paul-Ausserleitner-Schanze

| Placering | Hoppare           | Land            | Poäng |
| --------- | ----------------- | --------------- | ----- |
| 01        | Baldur Preiml     | Österrike       | 232,9 |
| 02        | Veikko Kankkonen  | Finland         | 218,7 |
| 03        | Torbjørn Yggeseth | Norge           | 218,1 |
| 03        | Helmut Recknagel  | Östtyskland     | 218,1 |
| 05        | Dalibor Motejlek  | Tjeckoslovakien | 217,1 |
| 06        | Otto Leodolter    | Österrike       | 215,3 |
| 07        | Boris Nikolajev   | Sovjetunionen   | 210,2 |
| 08        | Ole Tom Nord      | Norge           | 209,7 |
| 09        | Nikolaj Sjamov    | Sovjetunionen   | 207,8 |
| 010       | Andrzej Sztolf    | Polen           | 207,2 |

## Slutställning
| Placering | Hoppare             | Land          | Poäng |
| --------- | ------------------- | ------------- | ----- |
| 01        | Veikko Kankkonen    | Finland       | 867,2 |
| 02        | Torbjørn Yggeseth   | Norge         | 851,6 |
| 03        | Baldur Preiml       | Österrike     | 839,2 |
| 04        | Aleksander Ivanikov | Sovjetunionen | 837,0 |
| 05        | Antero Immonen      | Finland       | 836,0 |
| 06        | Pjotr Kvalenko      | Sovjetunionen | 830,2 |
| 07        | Józef Przybyła      | Polen         | 828,2 |
| 08        | John Balfanz        | USA           | 825,0 |
| 09        | Ensio Hyytiä        | Finland       | 820,4 |
| 010       | Hans Olav Sørensen  | Norge         | 816,3 |